# International Challenger Zhangjiagang
L'International Challenger Zhangjiagang è un torneo di tennis che si gioca a Zhangjiagang in Cina dal 2017. L'evento fa parte dell'ATP Challenger Tour e si gioca sui campi in cemento all'aperto dell'Accademia tennistica cinese di Zhangjiagang.

## Albo d'oro

### Singolare
| Anno       | Campione              | Finalista        | Punteggio        |
| ---------- | --------------------- | ---------------- | ---------------- |
| 2024       | Yasutaka Uchiyama (2) | Mark Lajal       | 6(4)–7, 6–2, 6–2 |
| 2023       | Térence Atmane        | Mikalai Haliak   | 6–1, 6–2         |
| 2022       | Cancellato            | Cancellato       | Cancellato       |
| 2021- 2020 | Non disputato         | Non disputato    | Non disputato    |
| 2019       | Marc Polmans          | Lorenzo Giustino | 6–4, 4–6, 7–6(5) |
| 2018       | Yasutaka Uchiyama (1) | Jason Jung       | 6–2, 6–2         |
| 2017       | Jason Jung            | Zhang Ze         | 6–4, 2–6, 6–4    |

### Doppio
| Anno       | Campioni                    | Finalisti                             | Punteggio     |
| ---------- | --------------------------- | ------------------------------------- | ------------- |
| 2023       | Kaichi Uchida Takeru Yuzuki | Francis Casey Alcantara Pruchya Isaro | 6–1, 7–5      |
| 2023       | Ray Ho Matthew Romios       | Francis Casey Alcantara Sun Fajing    | 6–3, 6–4      |
| 2022       | Cancellato                  | Cancellato                            | Cancellato    |
| 2021- 2020 | Non disputato               | Non disputato                         | Non disputato |
| 2019       | Max Purcell Luke Saville    | Sriram Balaji Hans Hach Verdugo       | 6–2, 7–6(5)   |
| 2018       | Gong Maoxin Zhang Ze        | Bradley Mousley Akira Santillan       | walkover      |
| 2017       | Gao Xin Zhang Zhizhen       | Chen Ti Yi Chu-huan                   | 6–2, 6–3      |